# César Augusto Belli Michelon
César Augusto Belli Michelon, conhecido simplesmente como César (Bebedouro, 16 de novembro de 1975) é um ex-futebolista brasileiro.

## Carreira

### Atleta
César surgiu na Ponte Preta, onde jogou nas categorias de base de 1992 até 1995.
Despontou com a camisa da Portuguesa. Ao lado de Émerson, formou a defesa da Lusa vice-campeã do Brasileirão, em 1996.
Foi pivô da arbitragem polêmica do ex-árbitro argentino Javier Castrilli, em 26 de abril de 1998, quando Portuguesa e Corinthians se enfrentavam no Morumbi no segundo jogo da semifinal do Campeonato Paulista. Aos 44 minutos do segundo tempo, o zagueiro dominou a bola com o peito dentro da área e saiu jogando. Castrilli viu toque de mão e marcou a penalidade, que Rincón converteu. Com o placar de 2 a 2, o time alvinegro garantiu vaga nas finais.
Foi convocado para o Mundial Sub-20 em 1995 onde trajou a camisa 13 e jogou em duas partidas, na vitória por 2–0 sobre o Qatar na primeira fase e na final perdida por 2–0 para a Argentina e curiosamente foi expulso em ambas as partidas.
Conquistou a Copa América de 1999, com a Seleção Brasileira.
Após a Copa América, o zagueiro se transferiu para o Paris Saint-Germain na metade do ano de 1999. Sua estreia aconteceu no dia 30 de outubro de 1999, quando o PSG acabou sendo derrotado pelo Le Havre pelo placar de 3 a 1, em jogo válido pelo Campeonato Francês. César atuou em 10 jogos pela 1ª Divisão do futebol e 2 confrontos da Copa da Liga Francesa e marcou um gol. Sua última atuação pelo clube foi no dia 8 de abril de 2000, em um empate de 1 a 1 contra o Saint-Etienne fora de casa. Após sua saída, foi para o Rennes.
Neste período em que esteve na Europa, jogou 8 jogos pela seleção brasileira.
Sem o mesmo sucesso na Europa retornou ao Brasil em 2002, onde esteve no Palmeiras. No clube, foi rebaixado para a Série B do Campeonato Brasileiro.
César passou também pelo Corinthians e Tenerife da Espanha. Depois de voltar da Espanha, ficou seis meses no Atlético PR. Depois, foi para o Fortaleza, onde foi campeão cearenses.
Voltou à Ponte Preta, onde foi vice-campeão paulista em 2008.
César encerrou sua carreira como jogador de futebol profissional no Mirassol após sua passagem entre 2009.

### Fora dos campos
Foi gerente de futebol do Monte Azul.
Em agosto de 2022, foi contratado para o cargo de auxiliar técnico do time Sub-20 rubro-verde.

## Títulos
Portuguesa de Desportos
- Torneio Início Paulista: 1996

Corinthians
- Campeonato Paulista: 2003

Fortaleza
- Campeonato Cearense: 2007

Seleção Brasileira
- Copa América: 1999

## Jogos pela Seleção Brasileira

### Seleção Sub-20
| #  | Data                | Local       | Adversário | Placar | Competição                                   |
| -- | ------------------- | ----------- | ---------- | ------ | -------------------------------------------- |
| 1. | 19 de Abril de 1995 | Doha, Qatar | Catar      | 2–0    | Campeonato Mundial de Futebol Sub-20 de 1995 |
| 2. | 28 de Abril de 1995 | Doha, Qatar | Argentina  | 0–2    | Campeonato Mundial de Futebol Sub-20 de 1995 |

### Seleção Brasileira Principal
| #  | Data                    | Local                          | Adversário    | Placar | Competição                     |
| -- | ----------------------- | ------------------------------ | ------------- | ------ | ------------------------------ |
| 1. | 3 de Fevereiro de 1998  | Miami, Estados Unidos          | Jamaica       | 0–0    | Copa Ouro 1998                 |
| 2. | 5 de Fevereiro de 1998  | Miami, Estados Unidos          | Guatemala     | 2–0    | Copa Ouro 1998                 |
| 3. | 15 de Fevereiro de 1998 | Los Angeles, Estados Unidos    | Jamaica       | 1–0    | Copa Ouro 1998                 |
| 4. | 14 de Outubro de 1998   | Washington, DC, Estados Unidos | Equador       | 5–1    | Amistoso                       |
| 5. | 18 de Novembro de 1998  | Fortaleza, CE, Brasil          | Rússia        | 5–1    | Amistoso                       |
| 6. | 28 de Março de 1999     | Seul, Coreia do Sul            | Coreia do Sul | 0–1    | Amistoso                       |
| 7. | 31 de Março de 1999     | Tóquio, Japão                  | Japão         | 2–0    | Amistoso                       |
| 8. | 30 de Julho de 1999     | Guadalajara, México            | Nova Zelândia | 2–0    | Copa das Confederações de 1999 |